# Большой Купавенский проезд
Большо́й Купа́венский прое́зд — проезд, расположенный в Восточном административном округе города Москвы на территории района Ивановское.

## История
Проезд получил своё название 17 октября 1975 года по подмосковному рабочему посёлку Купавна, стоящему на реке Купавенка.

## Расположение
Большой Купавенский проезд, являясь продолжением Свободного проспекта, проходит от шоссе Энтузиастов на север, образуя восточную границу Измайловского лесопарка, с северо-запада к проезду примыкают Магнитогорская улица, Челябинская улица и улица Чечулина. Большой Купавенский проезд проходит далее на север через Измайловский лесопарк до Измайловского проспекта, примыкающего с запада, и 15-й Парковой улицы, отходящей на север.
Согласно OpenStreetMap, Большой Купавенский проезд поворачивает на восток и проходит до 16-й Парковой улицы, отходящей на север (этот участок проезда образует северную границу Измайловского лесопарка).
Нумерация домов начинается от шоссе Энтузиастов.

## Примечательные здания и сооружения
По нечётной стороне:
По чётной стороне:

## Транспорт

### Автобус
- 15: от шоссе Энтузиастов до 15-й Парковой улицы и обратно
- 52: от Челябинской улицы до 15-й Парковой улицы и обратно
- 214: от шоссе Энтузиастов до Челябинской улицы и обратно
- 257: от Челябинской улицы до 15-й Парковой улицы и обратно
- 276: от шоссе Энтузиастов до улицы Чечулина и от Челябинской улицы до Шоссе Энтузиастов и обратно
- 449: от Шоссе Энтузиастов до 15-й Парковой улицы и обратно
- 634: от улицы Чечулина до 15-й Парковой улицы и обратно
- 645: от шоссе Энтузиастов до 15-й Парковой улицы и обратно
- 664: от Челябинской улицы до 15-й Парковой улицы и обратно
- 702: от шоссе Энтузиастов до Челябинской улицы и обратно
- 776: от шоссе Энтузиастов до Челябинской улицы и обратно
- 884: от шоссе Энтузиастов до 15-й Парковой улицы и обратно
- 974: от шоссе Энтузиастов до Челябинской улицы и от улицы Чечулина до 15-й Парковой улицы и обратно

### Метро
- Станция  Первомайская Арбатско-Покровской линии — северо-западнее проезда, на пересечении Первомайской улицы и 9-й Парковой улицы
- Станция  Новогиреево Калининской линии — южнее проезда, на пересечении Зелёного и Свободного проспектов
- Станция  Измайловская Арбатско-Покровской линии — западнее проезда, располагается на Измайловском проспекте